# Cartorhynchites leucothyreus
Cartorhynchites leucothyreus là một loài bọ cánh cứng trong họ Rhynchitidae. Loài này được Pascoe miêu tả khoa học năm 1875.